# G8
| Gruppo degli Otto – G8 (EN) Group of Eight (FR) Groupe des Huit (DE) Gruppe der Acht (JA) 主要国首脳会議 (RU) Большая восьмёрка |
| --- |
| |
| Canada |
| Francia |
| Germania |
| Giappone |
| Italia |
| Regno Unito |
| Russia (sospesa, poi ritiratasi)                                                                                                |
| Stati Uniti |
| Unione europea |

Il Gruppo degli 8, di solito abbreviato in G8, è stato un forum politico tenutosi dal 1997 al 2014, che riuniva gli otto governi nazionali di Canada, Francia, Germania, Giappone, Italia, Regno Unito, Russia e Stati Uniti d'America più i rappresentanti dell'Unione europea. Il gruppo si riuniva come forum economico ogni anno in una data variabile, ma sempre tra fine maggio e metà luglio.
Il forum traeva origine dal G6, divenuto G7 nel 1976 con l'ingresso del Canada, ovvero il gruppo che ancora oggi riunisce i ministri dell'economia dei primi sette maggiori Paesi avanzati, cioè quelli con la ricchezza nazionale netta più grande; questo gruppo fu poi a sua volta allargato alla Russia non tanto per il suo peso finanziario ed economico, che è trascurabile a certi livelli, ma in virtù della sua potenza militare e della sua importanza politica, grazie alle quali poteva influire sugli equilibri mondiali. Durante i summit, i rappresentanti dei Paesi membri discutevano di importanti questioni di politica internazionale, per definire i futuri assetti del mondo. Secondo le stime del PIL 2008, gli otto Paesi del forum figuravano ai primi dodici posti per ricchezza prodotta.
Il 9 luglio 2009 il G8 si trasformò provvisoriamente in G14. Molti credevano che il G8 svoltosi all'Aquila del luglio 2009 sarebbe stato l'ultimo a svolgersi in questa forma, per la necessità di un maggior numero di partecipanti per prendere delle decisioni condivise anche nei confronti dei Paesi e delle economie emergenti e sottosviluppate. Invece così non è stato, in quanto a partire dal 2010 in avanti se ne sono svolti altri nella vecchia forma affiancati da un nuovo forum più rappresentativo delle potenze emergenti, il G20.
A causa del coinvolgimento della Russia nella crisi in Crimea del 2014, nel marzo 2014 il paese venne temporaneamente sospeso dal forum pur continuando a fare formalmente parte del gruppo; il vertice previsto per il 4 e 5 giugno del 2014 a Soči in Russia si tenne eccezionalmente a Bruxelles presieduto dall'UE. Anche tutte le successive edizioni si sono tenute nel formato G7 senza la partecipazione della Russia. Il 13 gennaio 2017 il governo russo dichiarò formalmente l'intenzione di abbandonare permanentemente il forum politico G8. Nel giugno 2018 la Federazione Russa ha di nuovo confermato di non voler tornare al formato G8.

## Storia

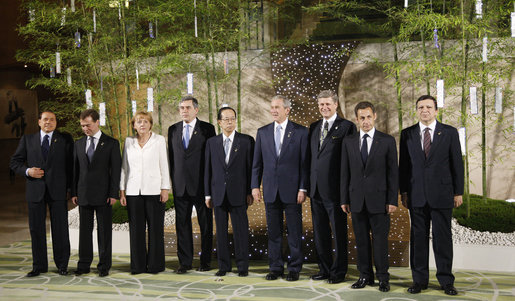
Foto di gruppo dei leader del G8 a Tōyako, in Giappone, scattata il 19
luglio 2008. Da sinistra verso destra compaiono: Silvio Berlusconi, Dmitrij Medvedev, Angela Merkel, Gordon Brown, Yasuo Fukuda, George W. Bush, Stephen Harper, Nicolas Sarkozy, José Manuel Barroso

L'idea di un forum tra le maggiori potenze industriali emerse già nel 1973, in risposta alla recessione globale causata dalla crisi petrolifera di quell'anno. Nel 1974 gli Stati Uniti crearono il Library Group, che riuniva le leadership finanziarie delle cinque principali nazioni industrializzate - Germania, Regno Unito, Francia, Giappone e appunto gli USA.
La prima riunione "ufficiale" del Gruppo si ebbe però nel novembre 1975, in Francia, a Rambouillet, per iniziativa dell'allora presidente Valéry Giscard d'Estaing, che convocò un vertice a cui partecipò anche l'Italia, formando così il G6. Scopo dell'incontro era decidere come affrontare la crisi petrolifera. Si affermò in quell'occasione l'idea di organizzare ogni anno un incontro tra le maggiori potenze industriali per coordinare le strategie politiche ed economiche.
All'incontro dell'anno successivo, alle sei potenze si aggiunse anche il Canada; dal 1977 partecipò anche la CEE. Il gruppo così costituito prese il nome di G7. Ad alcuni summit parteciparono anche delegati di altri Paesi: nel 1985 i leader di 15 Paesi in via di sviluppo, nel 1991 l'URSS.
Nel 1994 venne costituito il P8 (P sta per Politici), formato dalle potenze costituenti il G7 con l'aggiunta della Russia. Le riunioni di questo nuovo gruppo avrebbero dovuto svolgersi alla conclusione dei vertici del G7. La Russia partecipò sempre anche alle riunioni successive e nacque così il G8. Il G7 come riunione dei banchieri centrali e dei ministri delle finanze esiste tuttavia ancora oggi.

## Descrizione

### Stati membri
I membri del G8 sono stati:
- Stati Uniti
- Giappone
- Germania
- Francia
- Regno Unito
- Italia
- Canada
- Russia (sospesa nel 2014, formalmente uscita nel 2017)
- Unione europea (rappresentata dal presidente della Commissione europea e dal presidente del Consiglio europeo)

### PIL e demografia del forum politico

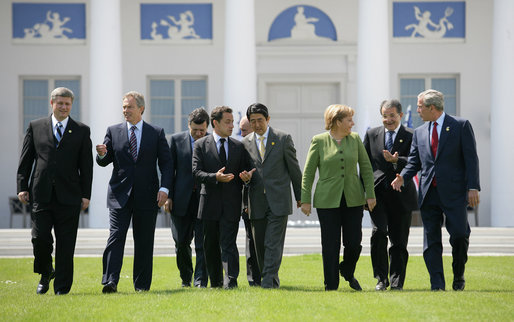
Il 33º vertice G8 a Heiligendamm nel 2007

Nei Paesi del G8 vive all'incirca il 13% della popolazione mondiale, ma vi ha origine il 51% del prodotto interno lordo nominale mondiale (dati del 2012, fonte: World Economic Outlook Database, aprile 2013 del Fondo Monetario Internazionale).
| 2012        | Popolazione | Popolazione | Popolazione | PIL (nom.) | PIL (nom.)   | PIL (nom.) | PIL (PPA) | PIL (PPA)    | PIL (PPA) |
|             | Pos.        | Milioni     | %           | Pos.       | Miliardi USD | %          | Pos.      | Miliardi USD | %         |
| ----------- | ----------- | ----------- | ----------- | ---------- | ------------ | ---------- | --------- | ------------ | --------- |
| Mondo       | -           | 7.080       | 100,0       | -          | 72.216       | 100,0      | -         | 83.193       | 100,0     |
| Stati Uniti | 3           | 314         | 4,5         | 1          | 16.245       | 22,5       | 1         | 16.245       | 19,5      |
| Giappone    | 10          | 127         | 1,8         | 3          | 5.960        | 8,3        | 4         | 4.576        | 5,5       |
| Germania    | 15          | 83          | 1,2         | 4          | 3.430        | 4,7        | 5         | 3.167        | 3,8       |
| Francia     | 20          | 67          | 0,9         | 5          | 2.613        | 3,6        | 9         | 2.238        | 2,7       |
| Regno Unito | 22          | 63          | 0,9         | 6          | 2.477        | 3,4        | 8         | 2.313        | 2,8       |
| Italia      | 22          | 63          | 0,9         | 8          | 2.076        | 2,8        | 8         | 2.489        | 2,2       |
| Canada      | 37          | 35          | 0,5         | 11         | 1.821        | 2,5        | 13        | 1.474        | 1,8       |
| Russia      | 9           | 143         | 2,0         | 9          | 2.016        | 2,8        | 6         | 2.106        | 3,0       |
| G8          | -           | 901         | 12,7        | -          | 36.589       | 50,7       | -         | 34.312       | 41,2      |

## Cronologia
Qui di seguito vengono riportati gli elenchi dei summit del G6, G7 e G8 passati e futuri.

### Vertici passati
| Nº  | Data                      | Sede                  | Nazione ospitante | Presidente                                    | Formato | Sito web                                          |
| --- | ------------------------- | --------------------- | ----------------- | --------------------------------------------- | ------- | ------------------------------------------------- |
| 1º  | 15 - 17 novembre 1975     | Rambouillet           | Francia           | Valéry Giscard d'Estaing                      | G6      |                                                   |
| 2º  | 27 - 28 giugno 1976       | San Juan              | Stati Uniti       | Gerald Ford                                   | G7      |                                                   |
| 3º  | 7 - 8 maggio 1977         | Londra                | Regno Unito       | James Callaghan                               | G7      |                                                   |
| 4º  | 16 - 17 luglio 1978       | Bonn                  | Germania Ovest    | Helmut Schmidt                                | G7      |                                                   |
| 5º  | 28 - 29 giugno 1979       | Tokyo                 | Giappone          | Masayoshi Ōhira                               | G7      |                                                   |
| 6º  | 22 - 23 giugno 1980       | Venezia               | Italia            | Francesco Cossiga                             | G7      |                                                   |
| 7º  | 20 - 21 luglio 1981       | Montebello            | Canada            | Pierre Trudeau                                | G7      |                                                   |
| 8º  | 4 - 6 giugno 1982         | Versailles            | Francia           | François Mitterrand                           | G7      |                                                   |
| 9º  | 28 - 30 maggio 1983       | Williamsburg          | Stati Uniti       | Ronald Reagan                                 | G7      |                                                   |
| 10º | 7 - 9 giugno 1984         | Londra                | Regno Unito       | Margaret Thatcher                             | G7      |                                                   |
| 11º | 2 - 4 maggio 1985         | Bonn                  | Germania Ovest    | Helmut Kohl                                   | G7      |                                                   |
| 12º | 4 - 6 maggio 1986         | Tokyo                 | Giappone          | Yasuhiro Nakasone                             | G7      |                                                   |
| 13º | 8 - 10 giugno 1987        | Venezia               | Italia            | Amintore Fanfani                              | G7      |                                                   |
| 14º | 19 - 21 giugno 1988       | Toronto               | Canada            | Brian Mulroney                                | G7      |                                                   |
| 15º | 14 - 16 giugno 1989       | Parigi (La Défense)   | Francia           | François Mitterrand                           | G7      |                                                   |
| 16º | 9 - 11 luglio 1990        | Houston               | Stati Uniti       | George H. W. Bush                             | G7      |                                                   |
| 17º | 15 - 17 luglio 1991       | Londra                | Regno Unito       | John Major                                    | G7      |                                                   |
| 18º | 6 - 8 luglio 1992         | Monaco di Baviera     | Germania          | Helmut Kohl                                   | G7      |                                                   |
| 19º | 7 - 9 luglio 1993         | Tokyo                 | Giappone          | Kiichi Miyazawa                               | G7      |                                                   |
| 20º | 8 - 10 luglio 1994        | Napoli                | Italia            | Silvio Berlusconi                             | G7      |                                                   |
| 21º | 15 - 17 giugno 1995       | Halifax               | Canada            | Jean Chrétien                                 | G7      |                                                   |
| 22º | 27 - 29 giugno 1996       | Lione                 | Francia           | Jacques Chirac                                | G7      |                                                   |
| 23º | 20 - 22 giugno 1997       | Denver                | Stati Uniti       | Bill Clinton                                  | G8      | [ 6 ]                                             |
| 24º | 15 - 17 maggio 1998       | Birmingham            | Regno Unito       | Tony Blair                                    | G8      | [ 7 ]                                             |
| 25º | 18 - 20 giugno 1999       | Colonia               | Germania          | Gerhard Schröder                              | G8      | [ 8 ]                                             |
| 26º | 21 - 23 luglio 2000       | Nago                  | Giappone          | Yoshirō Mori                                  | G8      | [ 9 ]                                             |
| 27º | 20 - 22 luglio 2001       | Genova                | Italia            | Silvio Berlusconi                             | G8      | [ 10 ]                                            |
| 28º | 26 - 27 giugno 2002       | Kananaskis            | Canada            | Jean Chrétien                                 | G8      | [ 11 ]                                            |
| 29º | 2 - 3 giugno 2003         | Évian-les-Bains       | Francia           | Jacques Chirac                                | G8      |                                                   |
| 30º | 8 - 10 giugno 2004        | Sea Island            | Stati Uniti       | George W. Bush                                | G8      | [ 12 ]                                            |
| 31º | 6 - 8 luglio 2005         | Gleneagles            | Regno Unito       | Tony Blair                                    | G8      | [ 13 ]                                            |
| 32º | 15 - 17 luglio 2006       | San Pietroburgo       | Russia            | Vladimir Putin                                | G8      | Archiviato il 21 aprile 2015 in Internet Archive. |
| 33º | 6 - 8 giugno 2007         | Heiligendamm          | Germania          | Angela Merkel                                 | G8      |                                                   |
| 34º | 7 - 9 luglio 2008         | Tōyako                | Giappone          | Yasuo Fukuda                                  | G8      | [ 14 ]                                            |
| 35º | 8 - 10 luglio 2009        | L'Aquila              | Italia            | Silvio Berlusconi                             | G8      |                                                   |
| 36º | 25 - 26 giugno 2010       | Huntsville            | Canada            | Stephen Harper                                | G8      | [ 17 ]                                            |
| 37º | 26 - 27 maggio 2011       | Deauville             | Francia           | Nicolas Sarkozy                               | G8      | [ 18 ]                                            |
| 38º | 18 - 19 maggio 2012       | Camp David            | Stati Uniti       | Barack Obama                                  | G8      | [ 19 ]                                            |
| 39º | 17 - 18 giugno 2013       | Lough Erne            | Regno Unito       | David Cameron                                 | G8      | [ 20 ]                                            |
| 40º | 4 - 5 giugno 2014         | Bruxelles, Belgio     | Unione europea    | Herman Van Rompuy e José Manuel Durão Barroso | G7      |                                                   |
| 41º | 7 - 8 giugno 2015         | Schloss Elmau         | Germania          | Angela Merkel                                 | G7      | [ 23 ]                                            |
| 42º | 26 - 27 maggio 2016       | Shima                 | Giappone          | Shinzō Abe                                    | G7      | [ 24 ]                                            |
| 43º | 26 - 27 maggio 2017       | Taormina              | Italia            | Paolo Gentiloni                               | G7      | [ 25 ]                                            |
| 44º | 8 - 9 giugno 2018         | La Malbaie            | Canada            | Justin Trudeau                                | G7      | [ 26 ]                                            |
| 45º | 24 - 26 agosto 2019       | Biarritz              | Francia           | Emmanuel Macron                               | G7      | [ 27 ]                                            |
| 46º | novembre 2020 (annullato) | Camp David            | Stati Uniti       | Donald Trump                                  | G7      | [ 29 ]                                            |
| 47º | 11 - 13 giugno 2021       | Carbis Bay            | Regno Unito       | Boris Johnson                                 | G7      | [ 30 ]                                            |
| 48º | 26 - 28 giugno 2022       | Schloss Elmau, Krün   | Germania          | Olaf Scholz                                   | G7      | [ 31 ]                                            |
| 49º | 19 - 21 maggio 2023       | Hiroshima             | Giappone          | Fumio Kishida                                 | G7      | [ 32 ]                                            |
| 50º | 13 - 15 giugno 2024       | Borgo Egnazia, Fasano | Italia            | Giorgia Meloni                                | G7      | [ 33 ]                                            |

### Vertici futuri
| Nº  | Data        | Sede                | Nazione ospitante | Presidente  | Formato | Sito web     |
| --- | ----------- | ------------------- | ----------------- | ----------- | ------- | ------------ |
| 51º | giugno 2025 | Kananaskis, Alberta | Canada            | Mark Carney | G7      | g7.canada.ca |

## I vertici
Ai vertici prendono parte i capi di governo ma durante l'anno vengono organizzati dal paese ospitante una serie di meeting tra i ministri competenti in uno stesso ramo.

### Genova 2001
Il summit G8 rimasto più noto nella storia è probabilmente il ventisettesimo, svoltosi a Genova dal 19 al 22 luglio 2001. Esso venne pesantemente contestato da migliaia di no global provenienti da ogni parte del mondo.
Tra i manifestanti pacifici si mischiò un numero imprecisato di appartenenti al black bloc, fautori di azioni violente e teppistiche a danno di quelli che venivano visti come i simboli del sistema capitalistico e globalizzato, quali banche e società di lavoro interinale. Le forze dell'ordine, tuttavia, intervennero caricando duramente solo i cortei pacifici. Il 20 luglio, seconda giornata dei lavori, mentre una camionetta dei Carabinieri era assaltata da una decina di manifestanti in piazza Alimonda, il Carabiniere di leva Mario Placanica sparò ad altezza d'uomo ed uccise un giovane manifestante, Carlo Giuliani, che a circa 4 metri dalla camionetta aveva sollevato un estintore con l'intenzione di lanciarlo verso il mezzo. Placanica fu poi prosciolto dalle accuse a suo carico per aver agito in stato di legittima difesa.
Rimane da chiarire l'effettiva dinamica di molti degli episodi di quei giorni, che arrecarono danni alla città e in cui molti manifestanti pacifici furono duramente colpiti dalle forze dell'ordine e rimasero feriti. Un altro episodio rimasto particolarmente oscuro fu la violenta perquisizione dei manifestanti da parte delle forze dell'ordine nella scuola Diaz e la successiva traduzione degli occupanti della scuola nella caserma di Bolzaneto, in cui molte persone furono ferite e maltrattate. L'episodio ha destato l'attenzione di autorevoli osservatori quali Amnesty International a causa delle torture per motivi abietti subite dai reclusi nella caserma del reparto celere di Bolzaneto.

### L'Aquila 2009

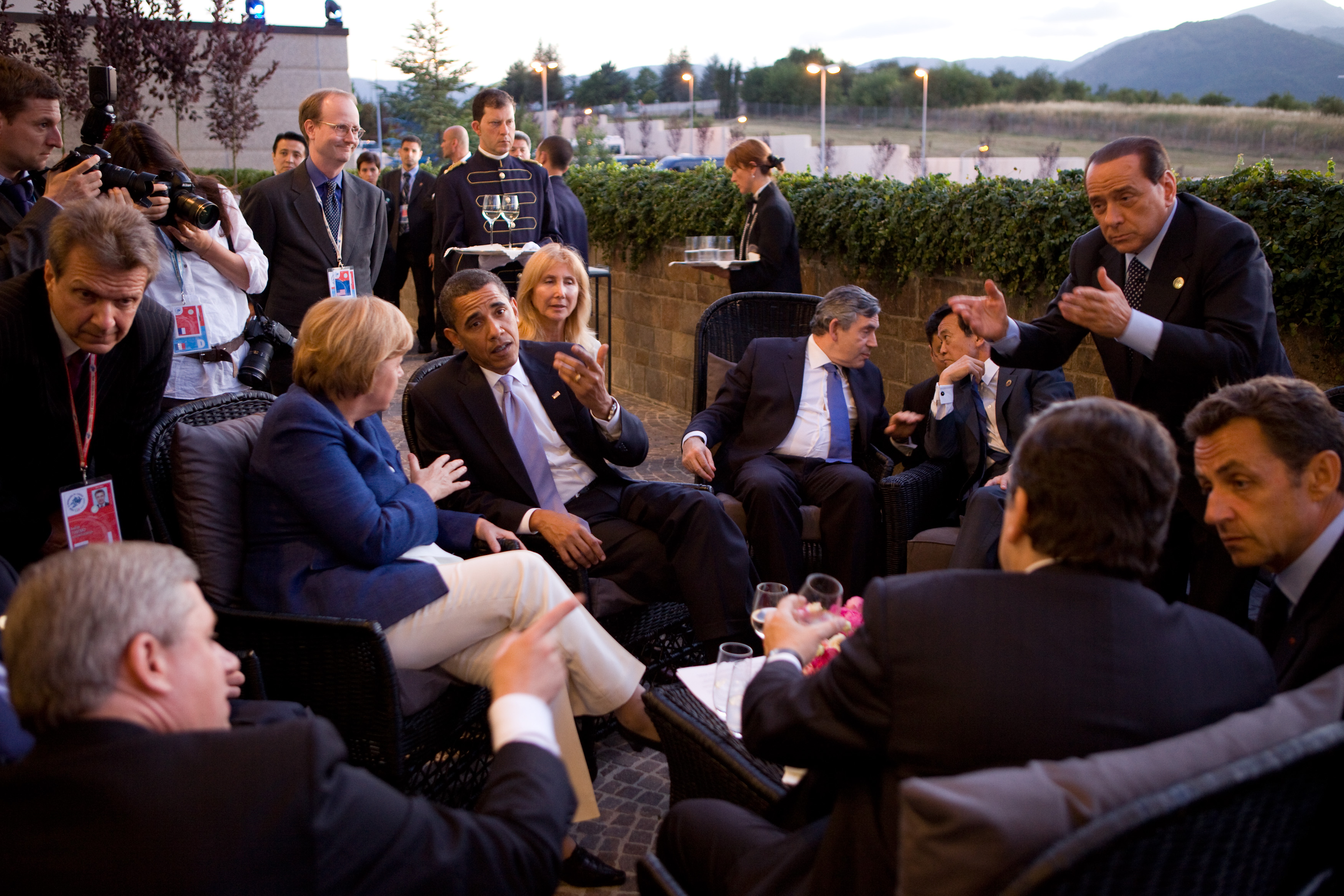
L'Aquila: i leader del G8 dialogano durante il vertice

Il 35º vertice del G8 si è svolto a L'Aquila dall'8 al 10 luglio 2009. La riunione è stata guidata dal Presidente del Consiglio italiano Silvio Berlusconi.
Il Vertice del G8 2009, dopo una prima programmazione su l'isola de La Maddalena, in Sardegna, è stato poi spostato a L'Aquila il 23 aprile 2009 su decisione di Silvio Berlusconi, per richiamare l'attenzione dell'opinione pubblica mondiale sulla città colpita dal terremoto del 6 aprile 2009.
Le sessioni ministeriali di G8 coordinate dai ministeri di competenza organizzate dalla Presidenza italiana del 2009 sono state le seguenti:
- G8 Agricoltura
- G8 Ambiente
- G8 Energia
- G8 Esteri
- G8 Finanze (+ Governatori Banche Centrali G7)
- G8 Lavoro
- G8 Giustizia/Affari Interni
- G8 Scienza/Tecnologia
- G8 Sviluppo (seguito dal Ministero degli Affari Esteri quale responsabile per la Cooperazione allo Sviluppo)

### Gruppi non più esistenti
- G22
- G33 (paesi industrializzati)